# 麥克丹尼爾斯鎮區 (北卡羅萊納州桑普森縣)
麥克丹尼爾斯鎮區（英語：McDaniels Township）是位於美國北卡羅萊納州桑普森縣的一個鎮區。

## 地方資料
麥克丹尼爾斯鎮區的面積為142.19平方千米，皆為陸地。根據2020年美國人口普查的數據，當地共有人口1288人，而人口密度為每平方千米9.06人。